# 查尔斯·W·米斯纳
查尔斯·W·米斯纳（英語：Charles W. Misner，/ˈmɪsnər/，1932年6月13日—2023年7月24日），美国物理学家，《引力论》的作者之一。米斯纳的研究方向包括广义相对论和宇宙学。他是量子引力和数值相对论领域研究的先驱者。

## 出版物
- Misner, Charles W.; Kip S. Thorne; John Archibald Wheeler. . San Francisco: W. H. Freeman. September 1973. ISBN 0-7167-0344-0.
- Misner, Charles W.; Patrick A. Cooney. . Reading, MA: Addison-Wesley. 1991. ISBN 0-201-16410-8.